# Association sportive et culturelle Bonne Garde
L'association sportive et culturelle Bonne Garde (ASCBG) est un club sportif multi-activités basé à Nantes (Loire-Atlantique), fondé en 1901 comme patronage paroissial et affilié à la Fédération gymnastique et sportive des patronages de France. Elle dispose de ses propres installations et ses activités sont intimement liées à celles du quartier Nantes Sud (écoles, paroisse, associations, services hospitaliers, commerçants et artisans).

## Historique

### Les origines (1900-1920)

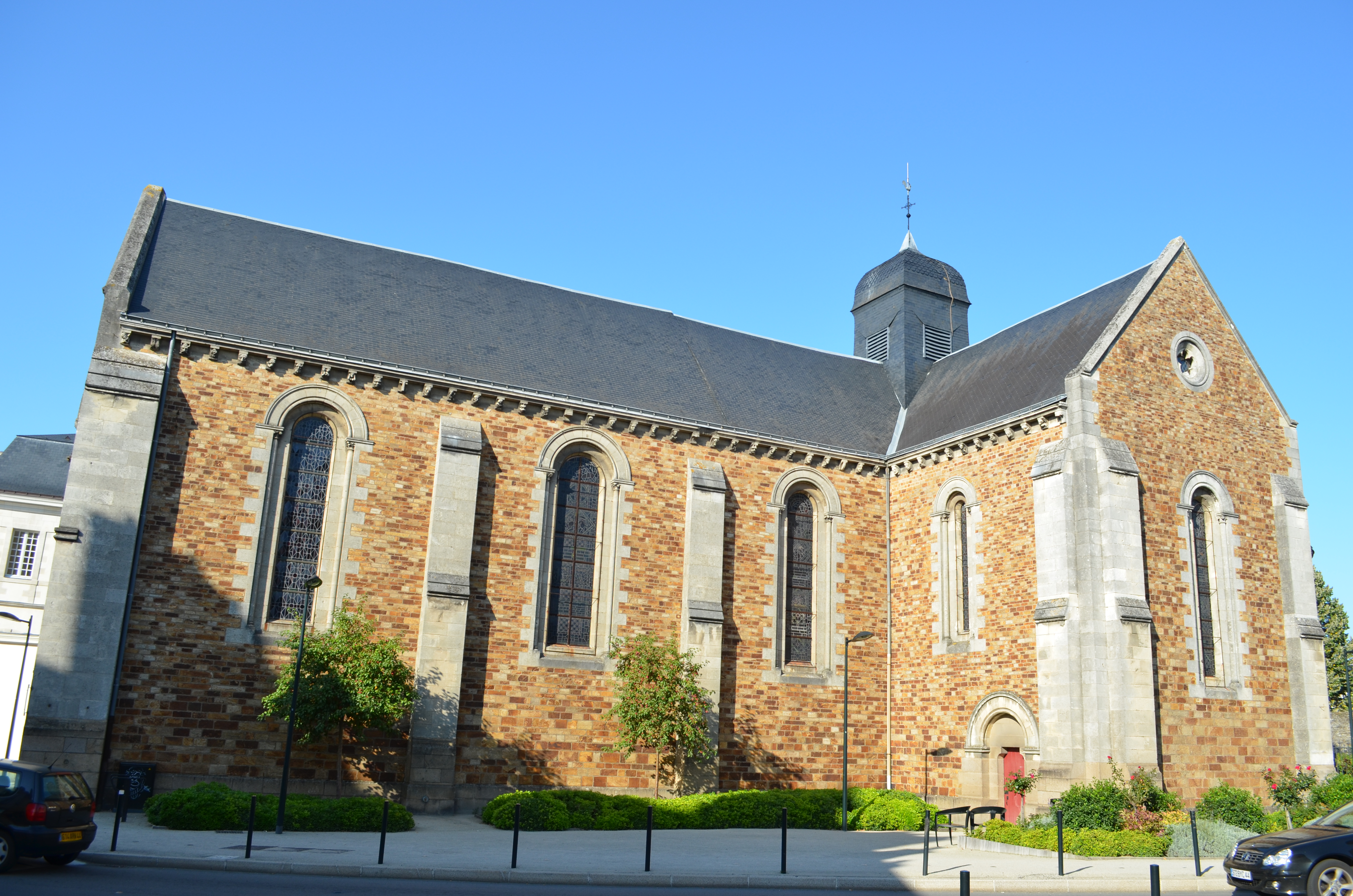
Église Saint-Jacques de Pirmil.

En 1900, la création d'un patronage paroissial à Nantes, dans le quartier devenu Nantes Sud, est suggérée au curé de Saint-Jacques, l'abbé Jean-Baptiste Lebreton, par le chanoine Moreau directeur diocésain de l'Association des patros. Dès l'année suivante l'abbé Perthuis fonde le patronage Notre-Dame de Bonne Garde installé rue Dos-d'Âne puis dans une ancienne huilerie chemin Mauvoisin (devenu rue Mauvoisin) et enfin en 1904 à l'école des filles, rue Frère-Louis. Une vingtaine de jeunes gens d'horizons et milieux différents constituent un cercle de réflexion autour de leurs métiers et leurs problèmes. Ils s'initient également à la gymnastique hébertiste et au théâtre.
En 1911, l'abbé Perthuis, nommé aumônier de l'hospice général, est remplacé par l'abbé Guilbeaud. Celui-ci assure la direction jusqu'à la guerre de 1914 qui disperse et décime les membres. Le président, Louis Bidet, est tué dès le début des hostilités et beaucoup de jeunes du patro tombent également au champ d'honneur. En sommeil pendant ces années douloureuses, le patro amorce son véritable départ autour des années 1920.

### Le Cercle Notre-Dame-de-Bonne-Garde (1920-1945)
Sous le nom de Cercle Notre-Dame-de-Bonne-Garde — sis 12 bis rue Frère-Louis — la déclaration officielle est faite le 11 février 1921 à la préfecture de Nantes par le président Joseph Lizé. Sur l'initiative de l'abbé Guérin, la première salle de spectacle est construite avec l'aide bénévole des maraîchers du secteur de Saint-Jacques qui amènent la pierre depuis Beautour avec leurs véhicules à traction animale. De 1924 à 1927, le successeur de l'abbé Guérin, l'abbé Tinier, marque son passage par une activité entraînante et débordante.
En 1927, l'abbé Bonamy doit faire face à une crise due à une division au sein de l'équipe théâtrale. Il réorganise cette activité dont il devient le régisseur. C'est également l'époque des kermesse paroissiales de la Civelière et le début de l'activité cinématographique. Le 11 février 1928 paraît le premier bulletin du patronage : Le petit écho. En 1929, l'arrivée de l'abbé Collin coïncide pour l'activité théâtrale avec la série des grandes pièces bibliques dont la Passion est un couronnement triomphal. L'abbé Collin quitte la paroisse en 1938 remplacé par l'abbé Duval.
La guerre stoppe une nouvelle fois l'élan du club, les membres sont partis au front ou prisonniers. L'abbé Duval a beaucoup de mal à sauver les meubles du vandalisme des soldats avant de laisser la place en 1941 à l'abbé Leroy qui institue un restaurant d'entraide alors que le patronage devient le cœur de la paroisse, ses locaux remplaçant provisoirement l'église sinistrée par les bombardements. C'est à son initiative que débute la construction d'un gymnase en 1942. En 1944, pressenti par l'autorité militaire pour constituer un centre de préparation militaire, il se lance avec l'aide de quelques bonnes volontés dans cette nouvelle aventure qui débouche sur la création d'une section de gymnastique masculine déclarée sous le nom d'Association sportive Bonne-Garde.

### L'association sportive Bonne-Garde (1945-1969)
En 1945, l'arrivée du nouveau directeur, l'abbé Lahaye, marque un renouveau dans l'évolution du patro : 
- remise en état de la salle de spectacle, rénovation de la cabine de projection avec la mise en service de deux appareils neufs le 21 octobre 1945 ;
- fin 1944/début 1945, démarrage de la gymnastique masculine dont la section adultes entre en compétition, sous la responsablilté de Louis Hardy, dès 1946[CLR 2] ;
- création de l'Amicale de l'ASBG[4] ;
- mise en place de comités avec des responsables pour chaque activité. Cette réorganisation complète qui confie plus de responsabilités aux équipes de laïcs laisse au directeur spirituel plus de temps pour assurer son ministère.

Depuis 1946, la colonie de vacances Sainte-Marie fonctionne et le préau de la cour est transformé en foyer-bar. La saison 1947-1948 voit la création de la section tennis de table affiliée à la Fédération française de tennis de table (FFTT), sous la direction de Roger Leparoux. Le 6 janvier 1948 est distribué le premier exemplaire de Chez nous, journal de liaison interactivités qui parait encore régulièrement au début du XXIe siècle. Le jeudi après-midi les jeunes du mouvement Cœurs Vaillants se retrouvent devant l'écran pour admirer les aventures de Tintin et Milou. Le théâtre remporte un succès total avec des pièces telles que Le Dieu qui bouge, Gosse de misère, Le petit Jacques, La vie publique. C'est le début des radio-crochets et des séances de variétés, futures revues. L'hiver 1948-1949 voit naître la clique sous la direction de Guy Lasserre et Mr Josnin.
Après le départ de l'abbé Lahaye en 1950, son successeur, l'abbé Bernard Guillou continue d'épauler le développement de l'association. La colonie Sainte-Marie est améliorée par la construction de dortoirs et de douches. C'est le début de la revue annuelle qui, sous la direction de Marcel Guého, quitte l'appellation de variétés pour prendre le nom de Revue Bonne-Garde dont la renommée n'a cessé de croître depuis. Le 21 avril 1951, l'ASCBG fête son cinquantenaire avec une messe à la mémoire des membres défunts, suivie d'un repas qui réunit 350 personnes et d'un spectacle rétrospectif retraçant les différents évènements qui ont marqué le patro depuis son origine. En 1953 est construite la salle de tennis de table et une conciergerie est aménagée dans un local dépendant de l'école des filles. C'est aussi l'année de création de la section d'aéromodélisme.
En 1960, la salle de théâtre est entièrement rénovée pour répondre aux directives de la commission préfectorale de sécurité. Le plancher est remplacé par une dalle de béton, les dépendances du sous-sol sont aménagées en foyer-bar, un logement est construit pour la conciergerie ainsi que des salles de réunions. Pour financer ces travaux, inaugurés le 9 avril 1961, il faut vendre la colonie de Sainte-Marie. En 1962, c'est l'arrivée du foyer des jeunes. En 1968, une éphémère section de boule lyonnaise voit le jour mais ne peut se développer faute de terrain et malgré un titre de championne du département pour la section pupilles. Le 14 avril 1966 démarre une section de gymnastique féminine sous la direction de Mr Métivier et de Pierre Puvis ainsi qu'une équipe féminine de tennis de table.

### L'association sportive devient aussi culturelle
En 1968, la Fédération sportive de France (FSF) change son sigle pour celui de Fédération sportive et culturelle de France (FSCF) et la Bonne-Garde n'attend pas pour lui emboiter le pas sans pour autant que les sections sportives en pâtissent. En effet, de 1974 à 2004, la gymnastique masculine de l’ASCBG domine les championnats nationaux par équipe de la FSCF : avec vingt-six titres, elle demeure l'association la plus titrée de tous les temps. En 1976, un laboratoire photographique est créé qui est victime de l'évolution des techniques dix ans plus tard. Jean-Yves Leroy est champion fédéral individuel en 1978 puis Gildas Kéribin en 1986,. Le cinéma associatif Bonne Garde de la rue Frère-Louis, classé « art et essai » en 1983, remplit sa mission de diffusion de films de qualité en répondant aux exigences de ce label mais programme également de grands succès populaires ; il est le dernier cinéma réellement associatif de Nantes. En 1988 la section de billard s'ouvre à tous, jeunes et moins jeunes. Sur la fin du siècle, la section de gymnastique féminine rejoint les masculins sur la plus haute marche du podium des championnats nationaux par équipe de la FSCF en 1995 et 1999.

### AuXXIesiècle
C'est l'époque de l’aménagement des locaux et des grandes organisations inaugurées en 2000 avec l'organisation du concours régional FSCF de gymnastique féminine :
- 2001 : naissance de l'école de théâtre Promo 3000[15], inauguration de la salle de spectacle après sa rénovation totale, 100e anniversaire du patro, soirée spectacle à Nantes-Beaulieu avec la participation de Jacques Secrétin  (champion de France de tennis de table) et Patrice Martin (champion du monde de ski nautique) ;
- 2004 : organisation du championnat fédéral FSCF de gymnastique masculine et création de K'Dance[16], important groupe de danse qui réalise les chorégraphies de la Revue Bonne-Garde[17] ; Claire Lebrun est championne fédérale FSCF de gymnastique[14]
- 2005 : inauguration du gymnase spécialisé[18] portant le nom de Jean-Yves Leroy, moniteur de l'ASCBG décédé accidentellement le 22 octobre 2000[LJ 2] et dont la première pierre a été posée un an plus tôt par Jean Vintzel président de la FSCF ; également ré-aménagement de l'ancienne salle d'agrès en salle de danse spécialisée avec parquet, barres et glaces ; les 4 500 m2 de terrain nécessaires ont été cédés gratuitement par l'évêché et le financement a fait l'objet d'un apport public important[19] ;
- 2006 : ouverture d'une section de hapkido (self-défense) ;
- de 2006 à 2008 : sur la scène de son cinéma-théâtre l'ASCBG reçoit successivement Anne Roumanoff, Marthe Mercadier, Olivier Lejeune et Michel Galabru ; en 2008 la gymnastique masculine renoue avec le titre national par équipe de la FSCF
- 2009 : 60e anniversaire de la revue  et réfection de la salle de tennis de table (parquet, isolation, peinture) ;
- 2010 : construction d'un dojo et d'une nouvelle salle de danse et fitness ;
- 2011 trois passionnés de samba carioca créent un groupe musical Flor Carioca[20] sous la présidence de Chloé Babonneau pour « promouvoir la culture brésilienne à Nantes et dans toute la France ». En 2014 il compte 60 membres[LJ 3].

## Palmarès de l'ASCBGen championnat de gymnastique masculineFSCF
Sources : Programme fédéral
| Année | Lieu                      | Association                | Individuel      |
| ----- | ------------------------- | -------------------------- | --------------- |
| 1974  | Dax                       | L'ASC Bonne Garde (Nantes) |                 |
| 1975  | Firminy                   | L'ASC Bonne Garde (Nantes) |                 |
| 1976  | Bruz                      | L'ASC Bonne Garde (Nantes) |                 |
| 1977  | supprimé                  | titre non attribué         |                 |
| 1978  | Dax                       | L'ASC Bonne Garde (Nantes) | Jean-Yves Leroy |
| 1979  | Poissy                    | L'ASC Bonne Garde (Nantes) |                 |
| 1980  | Châlons-sur-Marne         | L'ASC Bonne Garde (Nantes) |                 |
| 1981  | Les Sables d'Olonne       |                            |                 |
| 1982  | Firminy                   |                            |                 |
| 1983  | Poissy                    | L'ASC Bonne Garde (Nantes) |                 |
| 1984  | Dinan                     | L'ASC Bonne Garde (Nantes) |                 |
| 1985  | Annonay                   | L'ASC Bonne Garde (Nantes) |                 |
| 1986  | Nantes                    | L'ASC Bonne Garde (Nantes) | Gildas Kéribin  |
| 1987  | Les Sables d'Olonne       |                            |                 |
| 1988  | Villeneuve d'Ascq         |                            |                 |
| 1989  | La Tour du Pin            |                            |                 |
| 1990  | Poissy                    | L'ASC Bonne Garde (Nantes) |                 |
| 1991  | Limoges                   | L'ASC Bonne Garde (Nantes) |                 |
| 1992  | Firminy                   | L'ASC Bonne Garde (Nantes) |                 |
| 1993  | Dax                       | L'ASC Bonne Garde (Nantes) |                 |
| 1994  | Lons-le-Saunier           | L'ASC Bonne Garde (Nantes) |                 |
| 1995  | Saint-Sébastien-sur-Loire | L'ASC Bonne Garde (Nantes) |                 |
| 1996  | Vienne                    | L'ASC Bonne Garde (Nantes) |                 |
| 1997  | Châlons-en-Champagne      | L'ASC Bonne Garde (Nantes) |                 |
| 1998  | Bondoufle                 | L'ASC Bonne Garde (Nantes) |                 |
| 1999  | Lyon                      | L'ASC Bonne Garde (Nantes) |                 |
| 2000  | Dax                       | L'ASC Bonne Garde (Nantes) |                 |
| 2001  | Saint-Sébastien-sur-Loire | L'ASC Bonne Garde (Nantes) |                 |
| 2002  | Colmar                    | L'ASC Bonne Garde (Nantes) |                 |
| 2003  | Andrezieux-Bouthéon       | L'ASC Bonne Garde (Nantes) |                 |
| 2004  | Nantes                    | L'ASC Bonne Garde (Nantes) |                 |
| 2005  | Saint-Sébastien-sur-Loire |                            |                 |
| 2006  | Beaupréau                 |                            |                 |
| 2007  | La Talaudière             |                            |                 |
| 2008  | Dax                       | L'ASC Bonne Garde (Nantes) |                 |

## Fonctionnement

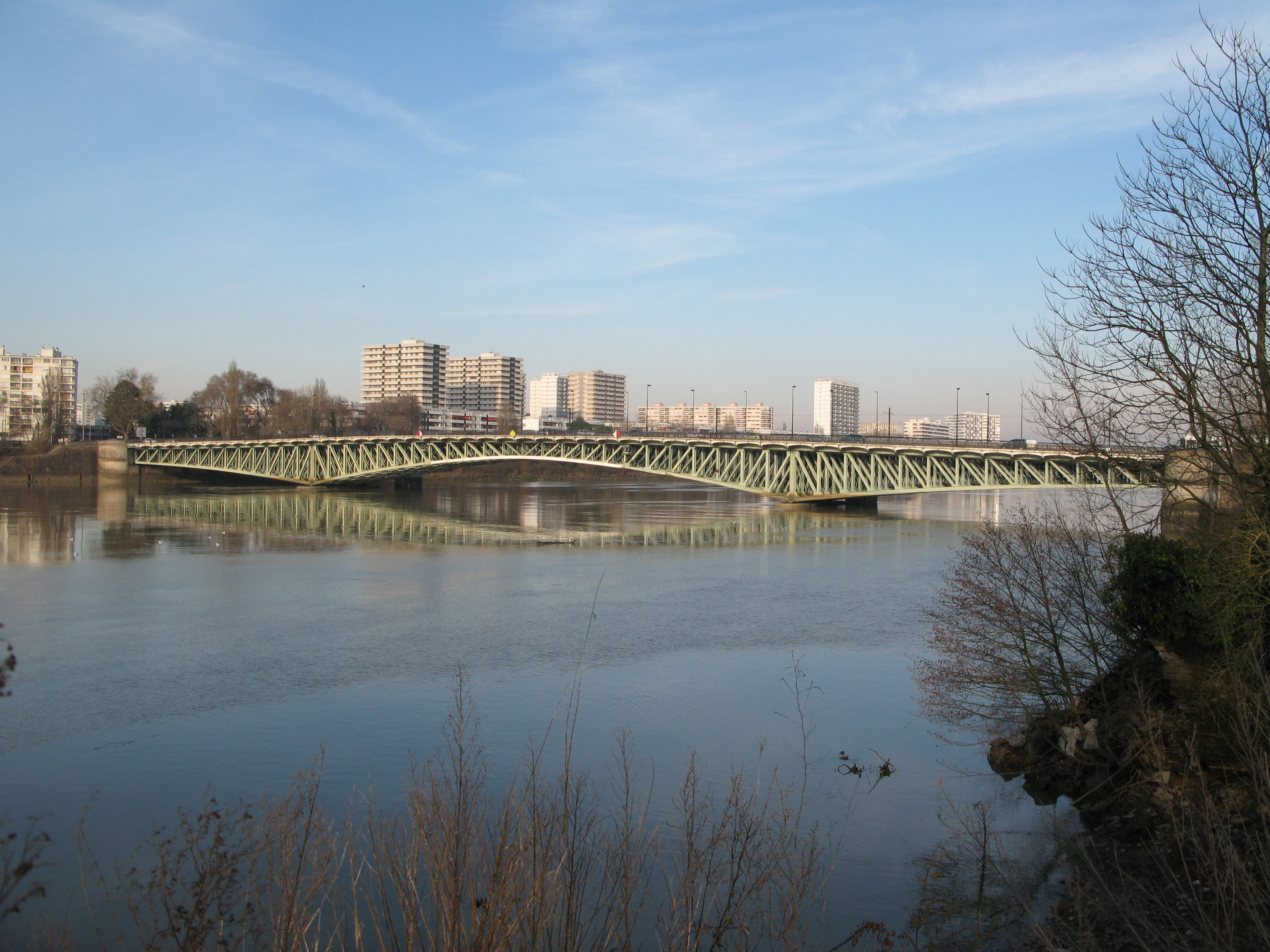
Le pont Pirmil relie le quartier Saint-Jacques à Nantes.

Autour d’un projet associatif clairement référé à l'éducation populaire l'ASCBG propose en 2014 plus de 20 activités différentes :
- dans le domaine sportif : billard français, fitness et zumba, gymnastique féminine, gymnastique masculine, gymnastique forme-entretien, gymnastique loisir, gymnastique éveil de l'enfant, hapkido et hankido, modélisme, tennis de table ;
- dans le domaine culturel : cinéma, danse, revue, samba, théâtre, théâtre pour enfants, les mardis nantais[23] ;
- dans le domaine des loisirs : amicale des anciens membres, belote, foyer-bar, randonnée ;
- elle accueille dans ses locaux les écoles du quartier[LJ 4] et assure l'accompagnement éducatif sportif de la section sportive scolaire départementale de gymnastique féminine du collège St Jacques-de-Compostelle[24] ;
- elle est en partenariat avec 3 Adapei, le CHU de Nantes et l'ARTA pour la pratique du sport adapté.

## Les dirigeants

### Les présidents et présidente
En 120 ans, onze présidents et une présidente se sont succédé à la présidence de l'association.
| #  | Nom                | Période     |
| -- | ------------------ | ----------- |
| 1  | Léopold Bidet      | 1901-1914   |
| 2  | Joseph Lizé        | 1921-1923   |
| 3  | Pierre Jouy        | 1923-1957   |
| 4  | Henri Lemé         | 1957-1962   |
| 5  | Léon Fontaine      | 1962-1971   |
| 6  | Yves Laigle        | 1971-1978   |
| 7  | Jacques Gautier    | 1978-1981   |
| 8  | Yves Laigle        | 1981-1991   |
| 9  | Jacques Fontaine   | 1991-1999   |
| 10 | Jean-Yves Stéphant | 1999-2009   |
| 11 | Michel Crétin      | 2009-2015   |
| 12 | Christian Bernier  | 2015-2016   |
| 13 | Yves Laigle        | 2016-2018   |
| 14 | Chloé Bonneau      | depuis 2018 |

### Les abbés-directeurs
| #  | Nom                               | Période   |
| -- | --------------------------------- | --------- |
| 1  | abbé Alphonse Perthuis, fondateur | 1901-1911 |
| 2  | abbé Auguste Guilbeau             | 1911-1914 |
| 3  | abbé Victor Guérin                | 1920-1924 |
| 4  | abbé Émile Tinier                 | 1924-1927 |
| 5  | abbé Jean-Marie Bonamy            | 1927-1929 |
| 6  | abbé Jean-Marie Collin            | 1929-1938 |
| 7  | abbé Louis Duval                  | 1938-1941 |
| 8  | abbé Jean Leroy                   | 1941-1945 |
| 9  | abbé Edmond Lahaye                | 1945-1950 |
| 10 | abbé Bernard Guillou              | 1950-1957 |
| 11 | abbé Duquoc                       | 1957-1964 |
| 12 | abbé Joseph Barteau               | 1964-1969 |

Les deux derniers abbés, déclarés officiellement comme directeurs, ont seulement exercé un rôle d'aumônier.

### Personnalités marquantes
Un bon nombre de membres de l'ASCBG ont particulièrement marqué leur passage dans les rangs de l'association soit par la longévité de leur mandat soit en prenant des responsabilités dans des structures extérieures. Parmi eux :
- Henri Lemé, président en 1962 de l'Union sportive Loire Océan (USLO)[N 5] ;
- Louis Laigle, membre du bureau pendant 27 ans ;
- Georges Rousseau, moniteur de la section de gymnastique pupilles pendant une trentaine d'années ;
- Jean-Yves Leroy, champion de France FFG (catégorie Promotion) en 1974[CLR 2], champion fédéral FSCF de gymnastique masculine en 1978[LJ 2] ;
- Michel Cauchon, président de la commission fédérale de gymnastique masculine FSCF de 1992 à 2001[26] ; il décède le 9 avril 2007 et le 25 juin 2007 la municipalité de Saint-Sébastien-sur-Loire lui rend hommage en donnant son nom à un gymnase de la commune[27] ;
- Christine Cauchon, présidente du comité départemental FSCF de Loire-Atlantique[28] et juge de gymnastique féminine pendant 45 années (1972 à 2016)[CLR 4].